# Kimberly Birrell

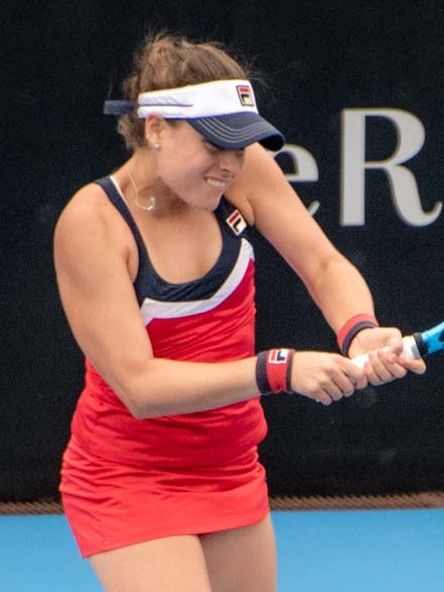
Sydney 2019

Kimberly Birrell (Düsseldorf, 29 april 1998) is een tennisspeelster uit Australië. Birrell begon op vierjarige leeftijd met tennis. Haar favoriete ondergrond is hardcourt. Zij speelt rechtshandig en heeft een tweehandige backhand. Zij is actief in het internationale tennis sinds 2013.

## Loopbaan

### Enkelspel
Birrell debuteerde in 2013 op het ITF-toernooi van Toowoomba (Australië). Zij stond in 2015 voor het eerst in een finale, op het ITF-toernooi van Mildura (Australië) – zij verloor van landgenote Alison Bai. In 2017 veroverde Birrell haar eerste titel, op het ITF-toernooi van Brisbane (Australië), door de Amerikaanse Asia Muhammad te verslaan. Tot op heden(juli 2025) won zij zeven ITF-titels, de meest recente in 2025 in Brisbane (Australië).
Op het Australian Open 2016 speelde zij voor het eerst op een grandslamtoernooi, op basis van een wildcard. Op het Australian Open 2019 won zij haar eerste grandslampartijen en bereikte zij de derde ronde.
In januari 2023 haakte Birrell nipt aan bij de top 150 van de wereldranglijst. In september stapte zij nèt de top 100 binnen. Een week later zakte zij daar weer uit weg, om er in januari 2025 terug te keren.
Haar hoogste notering op de WTA-ranglijst is de 60e plaats, die zij bereikte in mei 2025.

### Dubbelspel
Birrell was in het dubbelspel minder actief dan in het enkelspel. In 2015 speelde zij haar eerste grandslamtoernooi door samen met Priscilla Hon uit te komen op het vrouwendubbelspel van het Australian Open. Later dat jaar won zij haar eerste ITF-titel, geflankeerd door landgenote Tammi Patterson, in Tweed Heads (Australië), door het duo Dalma Gálfi en Priscilla Hon te verslaan. Tot op heden(juli 2025) won zij twee ITF-titels, de andere in 2024 in Tokio (Japan).
Op Wimbledon 2025 bereikte zij de derde ronde, aan de zijde van landgenote Maya Joint. Door dit resultaat maakte zij haar entrée tot de top 150 van de wereldranglijst.
Haar hoogste notering op de WTA-ranglijst is de 148e plaats, die zij bereikte in juli 2025.

#### Gemengd dubbelspel
In deze discipline bereikte Birrell in 2025 met landgenoot John-Patrick Smith de finale van het Australian Open.

### Tennis in teamverband
In de periode 2016–2024 maakte Birrell deel uit van het Australische Fed Cup-team – zij vergaarde daar een winst/verlies-balans van 2–5.

## Persoonlijk
Birrels vader John Birrell is de manager van Queens Park, een tenniscentrum aan de Gold Coast, waar ook Samantha Stosur en Bernard Tomic in hun jeugd tennisten.

## Posities op deWTA-ranglijst
Positie per einde seizoen:
| jaar | rang enkelspel | rang dubbelspel |
| ---- | -------------- | --------------- |
| 2013 | 818            | 1236            |
|      |                |                 |
| 2015 | 361            | 606             |
| 2016 | 506            | 284             |
| 2017 | 356            | 332             |
| 2018 | 285            | 546             |
| 2019 | 245            | 548             |
| 2020 | 735            | 612             |
| 2021 | 734            | 803             |
| 2022 | 167            | 251             |
| 2023 | 113            | 233             |
| 2024 | 115            | 204             |

## Resultaten grandslamtoernooien
| Legenda | Legenda                          |
| ------- | -------------------------------- |
| g.t.    | geen toernooi gehouden           |
| l.c.    | lagere categorie                 |
| –       | niet deelgenomen                 |
| G       | uitgeschakeld in de groepsfase   |
| 1R      | uitgeschakeld in de eerste ronde |
| 2R      | uitgeschakeld in de tweede ronde |
| 3R      | uitgeschakeld in de derde ronde  |
| 4R      | uitgeschakeld in de vierde ronde |
| KF      | uitgeschakeld in de kwartfinale  |
| HF      | uitgeschakeld in de halve finale |
| F       | de finale verloren               |
| W       | het toernooi gewonnen            |
| w-v     | winst/verlies-balans             |

### Enkelspel
| Australian Open | 1R | 3R | 1R | 2R | 1R | 1R |
| Roland Garros   | –  | –  | –  | 1R | –  | 1R |
| Wimbledon       | –  | –  | –  | –  | –  | 1R |
| US Open         | –  | –  | –  | 1R | 1R |    |

### Vrouwendubbelspel
| Australian Open | 1R | 1R | 1R | 1R | 1R | 1R | 2R | 2R | 3R |
| Roland Garros   | –  | –  | –  | –  | –  | –  | –  | –  | 1R |
| Wimbledon       | –  | –  | –  | –  | –  | –  | –  | –  | 3R |
| US Open         | –  | –  | –  | –  | –  | –  | –  | –  |    |

### Gemengd dubbelspel
| toernooi        | 2016 |    | 2023 | 2024 | 2025 |
| --------------- | ---- | -- | ---- | ---- | ---- |
| Australian Open | 1R   | 2R | 1R   | F    |      |
| Roland Garros   | –    | –  | –    | –    |      |
| Wimbledon       | –    | –  | –    | –    |      |
| US Open         | –    | –  | –    |      |      |

## Palmares
| Legenda                 |
| ----------------------- |
| Grandslamtoernooi       |
| Olympische Spelen       |
| Year-End Championships  |
| Premier Mandatory       |
| Premier Five / WTA 1000 |
| Premier / WTA 500       |
| International / WTA 250 |
| Challenger / WTA 125    |

### WTA-finaleplaatsen enkelspel
| nr.              | finale     | toernooi          | ondergrond | tegenstandster | score    |         |
| ---------------- | ---------- | ----------------- | ---------- | -------------- | -------- | ------- |
| gewonnen finales |            |                   |            |                |          |         |
| geen             |            |                   |            |                |          |         |
| verloren finales |            |                   |            |                |          |         |
| 1.               | 2024-10-20 | WTA Japan (Osaka) | hardcourt  | Suzan Lamens   | 0-6, 4-6 | details |

### WTA-finaleplaatsen vrouwendubbelspel
| nr.              | finale     | toernooi      | ondergrond | partner            | tegenstandsters                             | score            |         |
| ---------------- | ---------- | ------------- | ---------- | ------------------ | ------------------------------------------- | ---------------- | ------- |
| gewonnen finales |            |               |            |                    |                                             |                  |         |
| geen             |            |               |            |                    |                                             |                  |         |
| verloren finales |            |               |            |                    |                                             |                  |         |
| 1.               | 2016-01-16 | WTA Hobart    | hardcourt  | Jarmila Wolfe      | Han Xinyun Christina McHale                 | 3-6, 0-6         | details |
| 2.               | 2023-03-05 | WTA Monterrey | hardcourt  | Fernanda Contreras | Yuliana Lizarazo María Paulina Pérez García | 3-6, 7-5, [5-10] | details |

### Finaleplaatsen gemengd dubbelspel
| nr.              | finale     | toernooi        | ondergrond | partner            | tegenstanders             | score            |         |
| ---------------- | ---------- | --------------- | ---------- | ------------------ | ------------------------- | ---------------- | ------- |
| gewonnen finales |            |                 |            |                    |                           |                  |         |
| geen             |            |                 |            |                    |                           |                  |         |
| verloren finales |            |                 |            |                    |                           |                  |         |
| 1.               | 2025-01-24 | Australian Open | hardcourt  | John-Patrick Smith | Olivia Gadecki John Peers | 6-3, 4-6, [6-10] | details |